# Eric-Louis Bessi
Eric-Louis Bessi (Mônaco, 23 de novembro de 1958) é um judoca monegasco. Foi o primeiro monegasco a participar de competições de nível mundial no judô, tendo competido duas vezes nos Jogos Olímpicos.

## Carreira
Éric-Louis Bessi foi o primeiro judoca a representar Mônaco em competições internacionais, estreando no Campeonato Mundial de Judô Júnior de 1976 realizado em Madri, seguido pela participação na categoria sênior no Campeonato Europeu de Judô de 1977 em Berlim Ocidental e, posteriormente, no Campeonato Mundial de Judô de 1979 em Paris.
Participou de dois Jogos Olímpicos de Verão, competindo na categoria meio-médio masculino (até 86 kg). Nos Jogos Olímpicos de Verão de 1984, em Los Angeles, terminou em 18.º lugar. Nos Jogos Olímpicos de Verão de 1988, em Seul, ficou em 33.º lugar, sendo eliminado após derrota por ippon para o colombiano William Medina aos 4 minutos e 53 segundos.

## Presidência da Federação Monegasca de Judô
Após atuar como vice-presidente, Bessi foi eleito presidente da Federação Monegasca de Judô em outubro de 2016, durante a assembleia geral da entidade. Em maio de 2022, foi substituído por Sophie Vincent.

## Vida pessoal
Ele é pai do também judoca Cédric Bessi, que o seguiu no esporte, competindo por Mônaco nos Jogos Olímpicos de 2020, em Tóquio, e que foi introduzido ao judô pelo próprio pai.